# Fuipiano Valle Imagna
Fuipiano Valle Imagna est une commune de la province de Bergame dans la région Lombardie en Italie.

## Administration
| Période                                  | Période  | Identité            | Étiquette | Qualité |
| ---------------------------------------- | -------- | ------------------- | --------- | ------- |
| 14 juin 2004                             | En cours | Maurizio Melchionne |           |         |
| Les données manquantes sont à compléter. |          |                     |           |         |

### Communes limitrophes
Brumano, Corna Imagna, Gerosa, Locatello, Taleggio, Vedeseta